# Odo similis
Odo similis är en spindelart som beskrevs av Eugen von Keyserling 1891. Odo similis ingår i släktet Odo och familjen taggfotsspindlar. Inga underarter finns listade i Catalogue of Life.